# San Ramón (Parla)
San Ramón es un barrio de la localidad madrileña de Parla situado en el distrito Noreste de la ciudad .

## Urbanismo
El barrio de San Ramón cuenta con viviendas unifamiliares de antigua construcción, siendo uno de los barrios más antiguos del municipio, junto a los cercanos barrios de San Nicolás y la Colonia de García Garrido, se ubica entre Villayuventus y se encuentra muy próximo al centro comercial el ferial y plaza de toros. En la época que era alcalde Tomas Gómez Franco, se rehabilitó el barrio adoquinando calles y se restauró las fachadas de las casas antiguas, dejándolas todas con el mismo decorado.

### Callejero
Las calles del barrio de San Ramón están divididas en dos zonas, las que hacen referencia a doctores y la zona que hace referencia a los pintores. Siendo estas:
| - Pintores - C/ Julio Romero de Torres - C/ Benjamín Palencia - C/ Rafael Canogar - C/ Picasso - C/ Miró - C/ Mariano Fortuny - C/ Juan Gris - C/ Pintor Rosales - C/ Pintor Sorolla - C/ Claudio Coello - C/ Antonio Benito - C/ Antonio Moro - C/ Luciano Muñoz - C/ Darío Regoyos - C/ Vicente López - C/ Murillo - C/ Goya - C/ Greco - C/ Velázquez - C/ Zuloaga - C/ Zurbarán - C/ Luis Morales - C/ Juan de Juanes - C/ Españoleto - C/ Rusiñol - C/ Alfonso Cano |  | - Doctores - C/ Dr. Fleming - C/ Dr. Morcillo |

## Educación
Antiguamente contaba con el Colegio San Ramón, que actualmente se ha convertido en el centro San Ramón de formación y cursos de la comunidad de Madrid perteneciente al ayuntamiento de Parla.